# Chronologie des attentats attribués au FLNC ou revendiqués par lui
Cette liste non exhaustive présente les différentes actions armées attribuées ou revendiquées par les différents FLNC de 1976 à aujourd'hui.

## 1976
- Sur un total de 296 attentats.
- 5 mai : fondation du FLNC, 21 attentats.

## 1977
- 24 mai : un commando du FLNC attaque le Relais de Fort Lacroix.
- 13 août : attentat contre l’émetteur du Pignu.

## 1978
- 13 janvier : attentat contre la base aérienne 126 de Solenzara.
- 27 février : attentat contre le ministère de la Justice.

## 1979
- 27 février : attentats contre le ministère des Finances à Paris.
- 28 mars : attentat contre le tribunal des Forces armées.
- 6 mai : première nuit bleue.
- 31 mai : seconde nuit bleue, 22 attentats.
- 15-16 juin : troisième nuit bleue, 15 attentats.
- 25 octobre : premiers attentats à Paris, 5 plasticages.

## 1980
- 15 mars : attentat contre l’hôtel de ville de Paris.
- 14 mai : attaques de gendarmes devant l'ambassade d'Iran à Paris, 3 blessés et attentat contre le Palais de justice de Paris.

## 1981
- 13-14 janvier : attentat contre une agence EDF/GDF, agence bancaire Sofinco et une poste centrale, attribué au FLNC, 2 blessés.
- 29 février : attentat contre le palais de justice de Paris.

## 1982
- Sur un total de 800 attentats
- 19 août : violente nuit bleue, 99 attentats.

## 1983
- 4 février : mitraillage de la gendarmerie de Peri.
- 21 septembre : assassinat de Pierre-Jean Massimi.

## 1984
- 10 janvier : menaces de mort contre Marc Tenneuier, il quittera l'île.
- 7 juin : attaque dans une prison pour venger Guy Orsoni, 2 morts.
- 4 octobre : nuit bleue à Lyon, 6 attentats.
- 30 août : nouvelle nuit bleue, 10 attentats à Toulon et Marseille.
- 1-2 décembre : mitraillage de CRS, 1 mort, 2 blessé.

## 1985
- Bilan de 392 du FLNC.
- 18 janvier : 6 attentats à Bastia et Ajaccio.
- 17 février : attentat contre le centre administratif de la 55e région militaire d'Ajaccio.
- 7-8 avril : attentat contre les bureaux d’EDF et une annexe du siège social des Charbonnages de France à Paris.
- 23 avril : attentat contre l'hôtel du Département de Haute-Corse.
- 6 mai : nuit bleue, 30 attentats.
- 2 juin : action commando contre un village de vacances dans le golfe de Lava.
- 1er juillet : Nuit bleue, 66 attentats.
- 9 novembre : attentat contre la cour des Comptes à Bastia.
- 6 décembre : attentat contre l'annexe du Palais de Justice à Marseille.

## 1986
- Bilan de 522 du FLNC.
- 1er janvier : attentat contre la salle de jeux "Grand Cercle" près de l'arc de triomphe, attribué au FLNC.
- 8 janvier : un attentat et une tentative contre deux bars.
- 13 janvier : assassinat de deux trafiquants de drogue et action commando contre " Meuble de ferme ".
- 6 février : opération commando contre le centre informatique de la Trésorerie Générale d'Ajaccio.
- 8 février : attentat contre une pharmacie de Lumio.
- 27 mars : action commando contre le centre de vacances d'Orcino.
- 15 mai : attentat à la bombe contre une résidence touristique à Cargèse, le propriétaire de 66 ans et un gendarme de 24 ans sont tués.
- 15 juin : attentat contre la direction départementale de l'équipement à Bastia.
- 11 octobre : nuit bleue, 24 attentats et tentatives.
- 6 novembre : attentat contre un bureau de police à Nice.
- 20 décembre : 22 attentats dans la région bastiaise et à Ajaccio.
- 27 décembre : 3 attentats à Marseille.

## 1987
- Janvier : assassinat de deux dealers.
- 16 janvier : action commando à l'Isolella contre une villa.
- 25 janvier : action commando à Calenzana contre une cave vinicole.
- 28 février : attentat contre l'hôtel des impôts de Bastia, 4 blessés, plusieurs autres attentats sont commis.
- 21 mars : nuit bleue très importantes, 106 attentats.
- 4 août : embuscade et mitraillage contre une patrouille de gendarmerie à Lucciana, un gendarme de 29 ans assassiné et trois gendarmes de 22, 24 et 28 ans grièvement blessés[1].

## 1988
- 08 mars : mitraillage et attentat à la bombe contre une caserne de gendarmerie à Ajaccio, un gendarme de 26 ans assassiné et un enfant blessé.
- 22 avril : attentat à la voiture piégée, 5 gendarmes blessés.

## 1989
- Sur un total de 222 attentats.
- 18 avril : action commando contre la préfecture.
- 7 novembre : le FLNC s'attaque à des appartements en construction à Zonza.

## 1990
- 7 janvier : attentats contre deux restaurants italiens à l'Île de Cavallo, revendiqué FLNC-Canal historique.
- 14 janvier : attentat contre le camp de naturistes de Linguizzetta, 108 villas détruites.
- 26 octobre : attentat contre une filiale de la S.N.C.M., La S.A.R.A., revendiqué FLNC Canal habituel.
- 27 décembre : incendie de deux voitures d'un professeur à Lucciana.

## 1991
- 2-3 janvier : sept opérations commandos par le FLNC canal historique.
- 29 mars : attentat conte un complexe touristique du ministère de la justice à Casabianda.
- 23 mai : attentat contre l'inspection académique.
- 29 mai : attentat à la voiture piégée contre le conseil général de Haute-Corse, revendiqué par le FLNC canal Habituel.
- 31 mai : tentative d'attentat contre un hôtel à Calcatoggio.
- Juillet : attentat contre une raffinerie en Sardaigne, revendiqué FLNC-Canal Historique.
- Novembre : échanges de tirs entre un commando du F.L.N.C Canal Historique et des policiers.

## 1992
- Juillet : plasticage du tribunal d'Ajaccio par le FLNC-Canal Habituel.
- Août : Deux dealers exécutés par le FLNC.
- Octobre : cinq attentats contre l'administration et des banques à Ajaccio, attribué au FLNC-Canal historique.
- Novembre : attentat contre le conseil d'état à Paris, revendiqué par le FLNC-Canal historique.
- 25 novembre : Opération commando contre un village de vacances à Linguiste et attentat contre le Palais de justice d'Aix-en-Provence par le FLNC-Canal historique.
- 2 décembre :  attentat à la voiture piégée contre le centre des impôts de Nice, trois blessés, revendiqué par le FLNC-Canal Habituel.
- Décembre : Nuit bleue, 24 attentats contre des perceptions.
- 14 décembre : attentat contre une entreprise de réparation de matériels de radio télévision par le FLNC-Canal historique.

## 1993
- 17 janvier : nuit bleue du FLNC-Canal historique contre des résidences secondaires, 50 attentats.
- février : un camion est plastiqué en plein jour après que le chauffeur ait été neutralisé, revendiqué par le FLNC-Canal historique.
- 27-28 février : attentats contre les rectorats de Toulouse et d’Aix-en-Provence.
- avril : attentat contre trois villas louées à des contrebandiers, revendiqué par le FLNC-Canal historique.
- Mai : attentat du FLNC-Canal historique contre la sous-préfecture à Sartène.
- 1er juillet : attentats contre le rectorat de Nice et l'Inspection académique de Marseille.

## 1994
- 18 février : attentats contre trois bâtiments publics à Mende.
- 27 mars : le FLNC tente de plastiquer le golf de Sperone.
- 28 mars : mitraillage de la gendarmerie de Bonifacio.
- 29 mars : mitraillage de la gendarmerie de Peri, contre la gendarmerie de Ghisonaccia et attentat contre le palais de justice d'Ajaccio.
- 30 mars : mitraillage et attentat conte la gendarmerie de Borgo, la gendarmerie de Bastia et la caserne d'Ajaccio.
- 9 avril : attentat contre le palais de justice d'Ajaccio.
- 11 avril : mitraillage de la gendarmerie de Oletta.
- 12 avril : mitraillage de la gendarmerie de Luri.
- 15 avril : attentat contre la villa du commandant de la base de Sulinzara et contre la gendarmerie de Prunelli-di-Fiumorbo.
- 17 avril : attentat contre le poste de commandement de la base de Solenzara et contre la gendarmerie de Piedicroce.
- 26 avril : attentat contre les concours de recrutements d'enseignants à Nice.
- 15 septembre : attentat contre une annexe du Rectorat de Paris.
- 18 octobre : série de sept attentats.
- 31 octobre :  attentats contre deux voitures et un appartement à Porto-Vecchio et à Odone.
- 16 novembre : attentat contre un bar à L'Île-Rousse.
- 27 novembre : attentat contre la société Lumio Vacances.
- décembre : attentat contre deux bars et un salon de coiffure à Ajaccio et contre un bar à Baléone.
- 11 décembre : attentat contre une villa à Bastelicaccia.
- 23 décembre : attentat contre "Les orangers" à Miomu.
- 29 décembre : attentat contre un hôtel à Cargèse.

## 1995
- 2 février : attentat contre un snack à L'Île-Rousse et contre une auberge à Palasca.
- 24 février : attentat contre un lotissement à Vico.
- 12 mars : attentat contre un hôtel à Pietracorbara et contre des bungalows à Cagnano.
- 7 mai : attentat contre un restaurant à Olmeto.
- 12 mai : action commando contre un lotissement à Porto-Vecchio.
- 14 mai : attentat contre un bar à Ajaccio.
- 9 juin : attentat contre les véhicules de la police et contre un bâtiment des douanes à Bastia.
- 6 juillet : action commando contre un restaurant à Lecci, revendiqué FLNC canal historique.
- 21 septembre : Douanes d'Ajaccio, revendiqué FLNC canal historique.
- 23-24 septembre : Nuit bleue, 5 attentats, revendiqué FLNC canal historique.
- 7 octobre : attentat contre un garage des forces de police à Bastia, revendiqué FLNC canal historique.
- 11 novembre : mitraillage du palais de justice d'Ajaccio, revendiqué par le FLNC.
- 15 novembre : attentat contre l'U.R.S.S.A.F. d'Ajaccio, revendiqué FLNC canal historique.
- 22 novembre : attentat contre la douane de Porto-Vecchio, la douane et la P.A.F. de Bonifacio, la sous-préfecture de Sartène, la préfecture et le palais de justice d'Ajaccio, revendiqué FLNC canal historique.
- 29 novembre : attentat contre un véhicule des forces de police d'écoute et d'observation de Bastia, revendiqué FLNC canal historique.
- 9 décembre : mitraillage du conseil général de la Corse-du-Sud à Ajaccio, revendiqué FLNC canal historique.
- 13 décembre : attentat contre le garage du commissariat de police de Bastia, revendiqué FLNC canal historique.
- 16 décembre : attentat contre la mutuelle de la police à Bastia, revendiqué FLNC canal historique.
- 18 décembre : attentat contre la caisse de la R.A.M. à Bastia, revendiqué FLNC canal historique.
- 22 décembre : attentat contre le centre des impôts à Corte, revendiqué FLNC canal historique.
- 23 décembre : attentat contre l'Hôtel des impôts à Bastia, revendiqué FLNC canal historique.
- 24 décembre : attentat contre l'Hôtel des impôts à Ajaccio, revendiqué FLNC canal historique.

## 1996
- Sur un total de 574 attentats.
- 7 janvier : attentat contre l'inspection académique de Bastia, revendiqué FLNC canal historique.
- 26 septembre : une charge explosive détruit la cour d'appel du palais de justice d’Aix-en-Provence, revendiqué FLNC canal historique.
- 5 octobre : attentat contre la mairie de Bordeaux, dirigée par Alain Juppé alors Premier ministre, revendiqué FLNC canal historique.
- 16 octobre : attentats contre le palais de justice et le centre des impôts de Nîmes, revendiqué FLNC canal historique.
- 26 octobre : tir d'une roquette contre la caserne de gendarmerie de Porto-Vecchio, revendiqué FLNC canal historique.
- 26-27 octobre : attentat contre l'appartement du maire de Bastia Émile Zuccarelli, mitraillage de la gendarmerie de Vescovato et de l'hôtel Paoli à Argano, revendiqué FLNC-Canal historique.
- 29-30 octobre : attentat du FLNC-Canal historique contre l'agence commerciale de France Telecom à Ajaccio et la voiture de Jean-Baptiste Lantieri, maire UDF de Bonifacio.
- 4 novembre : attentat contre la poste principale d’Aix-en-Provence, revendiqué FLNC canal historique.
- 12 novembre : mitraillage de la gendarmerie de Figari, plasticages de la résidence de la famille du parfumeur Guerlain, de la Chambre de commerce de l'Ile Rousse et d'une maison en construction appartenant à un sympathisant d'un mouvement nationaliste rival, revendiqué FLNC-Canal historique.
- 27 novembre : attentat contre le tribunal administratif de Limoges et contre un bâtiment en construction de la base aérienne de Solenzara, revendiqué FLNC-Canal historique.
- 28 novembre : attentat contre le siège de la Société nationale maritime Corse Méditerranée (SNCM) à Marseille.
- 2 décembre : la trésorerie générale de Perpignan est visée par un attentat du FLNC-Canal historique.
- 12 décembre : après avoir fait évacuer les occupants, le FLNC-Canal historique dynamite la maison du gardien du golf de Sperone.
- 20 décembre : mitraillage puis attentat contre la gendarmerie de Ghisonnacia par le FLNC-Canal historique.
- 21 décembre : tentative d'attentat contre un bureau de la poste à Marseille, attribué au FLNC-Canal historique.
- 23-24 décembre : le FLNC-Canal historique commet un attentat contre le tribunal d'instance de Corte.
- 24 décembre : nouvelle tentative d'attentat contre un bureau de la poste à Marseille, revendiqué par le FLNC-Canal historique.

## 1997
- Sur un total 455 attentats dont 158 revendiqués par le FLNC.
- 12 janvier : attentat contre 4 villas à Porto-Vecchio, revendiqué FLNC.
- 15 janvier : attentat du FLNC-Canal historique contre la mairie de Poggio-Marinaccio.
- 28 janvier : attentat contre une agence d’Air France  à Nice.
- 4-5 avril : attentat contre la Direction départementale de l'Equipement de Bastia, revendiqué FLNC-Canal historique.
- 16 et 31 mai : attentats contre une agence de la Société générale puis contre un bureau de poste à Marseille
- 4 septembre : attentat contre l'École nationale d'administration (ENA) à Strasbourg, revendiqué FLNC.
- 5-6 septembre : attentat contre les locaux de la brigade de gendarmerie de Pietrosella et enlèvement de deux gendarmes, revendiqué FLNC.
- 11 novembre : attentat près de la station thermale de Vichy

Ces deux derniers attentats, ainsi que ceux de Mende et d'une annexe du rectorat à Paris en 1994, ont été jugés cet été lors du procès Erignac. Plusieurs membres du commando Erignac ont été reconnus coupables de ces actions à divers degrés.

## 1998
- 8 mai : attentat contre le conseil régional de Provence-Alpes-Côte d'Azur à Marseille, revendiqué FLNC-Canal Historique.
- 16 mai : attentat contre des locaux de la police municipale d'Aix-en-Provence, revendiqué FLNC-Canal Historique.
- 25-26 juin : attentat contre la gendarmerie de Saint-Florent et le tribunal de police de Corte.
- 1er juillet : attentat contre un bureau de poste à Marseille, revendiqué FLNC-Canal Historique.
- 18-18 juillet : attentat contre le réfectoire des gardiens de la prison de Casabianda, revendiqué FLNC-Canal Historique.
- 19-20 juillet : attentat contre les locaux de la Mutuelle générale de la police à Ajaccio, revendiqué FLNC-Canal Historique.
- 20-21 juillet : mitraillage d'un cantonnement de CRS à Aspretto, revendiqué FLNC-Canal Historique.
- 1er août : attentat contre le groupement de gendarmerie, à Avignon: un gendarme auxiliaire légèrement blessé, revendiqué FLNC-Canal Historique.
- 19 novembre : tentative d'attentat contre l'hôtel des impôts d'Arles et un bureau de l'armée de l'air à Lyon, revendiqué FLNC-Canal Historique.

## 1999
- 6-12 février : quatre attentats visant des bâtiments publics à Marseille, Toulon, Aubagne (Bouches-du-Rhône) et Paris, revendiqué FLNC-Canal Historique.
- 10 et 21 mai : quatre attentats contre une banque et des services publics à Avignon, Nîmes, La Ciotat (Bouches-du-Rhône).
- 17-18 septembre : quatre attentats et une tentative à Corte, Calvi, Ajaccio, Porto-Vecchio et Sartène contre des bâtiments abritant des services de l’équipement et une famille bretonne.
- 7- 8 octobre : attentat contre l'Office nationale des forêts à Corte et contre la perception de Vescovato, revendiqué FLNC-Canal Historique.
- 27 et 28 octobre : attentat contre l'hôtel des impôts du XIIe arrondissement à Paris, revendiqué FLNC-Canal Historique.
- 11-12 novembre : Le FLNC-Canal historique ligote trois personnes dans un bungalow de résidence à Saint-Florent.

## 2000
- 26 juin : découverte d'un engin explosif devant le Centre international de conférences Kléber à Paris.

## 2001
- 11 avril : mitraillage d'une caserne à Ajaccio, revendiqué FLNC.
- 6 juillet : contre une caserne de CRS en construction à Furiani, revendiqué FLNC des anonymes.
- 23 juillet : contre une caserne de gendarmerie mobile à Borgo, 14 blessés, revendiqué FLNC des anonymes.
- 12 octobre : contre une trésorerie en construction à Borgo, revendiqué FLNC des anonymes.
- 21 octobre : une tentative d'attentat à l'explosif à Vescovato contre la maison d'un inspecteur des impôts, découverte à temps par la gendarmerie, revendiqué FLNC des anonymes.
- 6 novembre : contre la caserne de gendarmerie mobile de Borgo par mitraillage, revendiqué FLNC des anonymes.
- 3 novembre : une tentative d'attentat à l'explosif contre la caserne de gendarmerie mobile « Sainte Catalina » de Calvi, revendiqué FLNC des anonymes.
- 23 décembre : une tentative d'attentat à l'explosif découverte par les gendarmes contre la caserne Tamariccia de Calvi, revendiqué FLNC des anonymes.

## 2002
- 3 février : contre 2 villas en construction  appartenant à des officiers de gendarmerie à Ventiseri, revendiqué FLNC des anonymes.
- 8 février : contre une villa à Lumio, plusieurs gendarmes blessés, revendiqué FLNC des anonymes.
- 12 février : contre la vedette des douanes dans le vieux port de Bastia, revendiqué FLNC des anonymes.
- 24 février : contre un cabinet de kinésithérapeute et contre une villa en construction à Porto-Vecchio, revendiqué FLNC des anonymes.
- 20 février : contre la villa ayant appartenu quelques années à la famille royale de Belgique, sur la plage de Palombaggia, revendiqué FLNC des anonymes.
- 5 avril : une charge explosive d'environ 300 grammes est lancée par-dessus le mur de la caserne Bacchiochi, revendiqué FLNC des anonymes.
- 6 avril : un attentat détruit plusieurs bungalows du Club Méditerranée " Santa Ambroggio " de Lumio en Balagne, revendiqué FLNC des anonymes.
- Nuit du 5 au 6 mai : attentat contre un hôtel des impôts à Marseille. À Paris, un attentat manqué vise la caserne de Reuilly (12e).
- 15 juillet : tentative d'attentat contre la Trésorerie principale d'Ajaccio, revendiqué FLNC des anonymes.
- 18 juillet : attentat contre la caserne de CRS en construction de Furiani dans l'agglomération de Bastia, revendiqué FLNC des anonymes.
- 6 août : attentat à l'explosif contre les locaux de l'Insee, revendiqué FLNC des anonymes.
- 29 août : tentative d'attentat au tribunal d'instance de Corte, revendiqué FLNC des anonymes.
- 12 septembre : attentat contre le véhicule de fonction du nouveau directeur général des services de la mairie d’Ajaccio, revendiqué FLNC-Union des Combattants.
- 25 septembre : attentat raté contre la trésorerie générale à Nice, revendiquée par le FLNC.
- 18 octobre : nuit bleue du FLNC-Union des Combattants.
- 24 octobre : attentat contre le Crédit Agricole à Sagone, revendiqué FLNC-Union des Combattants.
- 26 octobre : attentat contre une agence de la Banque Populaire à Ajaccio, revendiqué FLNC-Union des Combattants.

## 2003
- 20 juillet : double attentat contre la direction régionale des Douanes et de la Trésorerie générale à Nice: 16 blessés légers. Revendiqué par le FLNC-Union des Combattants.

## 2005
- 29 mai : attentat contre la préfecture de Bastia, la DRIRE de Lucciana, la villa Hegenaux à Porto-Vecchio, les locaux de la DDE de Corte, la villa Porto Monaghi de Cargèse, la villa Garello de Coti-Chiavari et le trésor Public d'Ajaccio.

## 2006
- 23 janvier : tentative d'attentat contre une annexe du tribunal de grande instance d'Ajaccio, attentats contre les camps de vacances de Taglio-Isolaccio et de Fulelli et contre des résidences secondaires, revendiqués FLNC du 22 octobre.
- 11-12 avril : attentat de faible puissance contre la vitrine de l'agence Eurosud, revendiqué par le FLNC du 22 octobre ou en son nom.
- 28 avril 2006 : attentat contre la D.M.D., revendiqué par le FLNC du 22 octobre.
- 4 mai : attentat à la voiture piégée à Corte, revendiqué FLNC du 22 octobre.
- 11 mai : nuit bleue du FLNC-Union des combattants, 16 attentats.
- 5 août : cinq attentats contre la Diren à Bastia, la D.D.E. à Porto-Vecchio, l'office de l'environnement à Corte, la mairie de Calvi et celle de Pianottoli-Caldarello, revendiqué FLNC du 22 octobre.
- 10 décembre : attentat à la voiture piégée contre un cantonnement de CRS à Furiani, revendiqué FLNC du 22 octobre.

## 2007
- 19-20 février : tirs contre des CRS en faction devant le palais de justice d'Ajaccio.
- 24 septembre : tir de roquette contre les locaux du centre opérationnel de gendarmerie de Montesoro, revendiqués FLNC Union des combattants.
- 27 septembre : mitraillage du palais de justice de Sartène, revendiqués FLNC Union des combattants.
- 5 octobre : mitraillage contre les locaux des douanes d'Ajaccio, revendiqués FLNC Union des combattants.
- 20 octobre : attentat contre le local de l'Insee à Ajaccio, revendiqués FLNC Union des combattants.
- 14-15 novembre : mitraillages du palais de Justice provisoire d'Ajaccio, des locaux de l'URSAFF et attentat contre le Trésor public, revendiqués FLNC Union des combattants.
- 20 décembre 2007 : attentat contre la préfecture d'Ajaccio.

## 2009
- Au total 25 attentats sont revendiqués par le FLNC
- 27 janvier : attentat à la roquette contre un véhicule de la gendarmerie à Corte[2].
- 7 février : attentat contre une résidence à Olmeto-Plage[3].
- 6 avril : tirs contre la façade de la gendarmerie de Bonifacio[4].
- 11 avril : mitraillage de la brigade de gendarmerie de Porto-Vecchio[5].
- 13 avril : attentat contre la mairie d'Oletta[6].
- 16 novembre : double-attentat contre des résidences secondaires à Olmeto-plage et à Porticcio, l'inscription « Acquaviva GB FLNC 1987 mai un ci scurderemu » est retrouvée sur les lieux[7].
- 25 novembre : attentat contre une résidence secondaire à Olmeto[8].
- 22 juillet : attentat à la voiture piégée contre une caserne de la gendarmerie à Vescovato, revendiqué par le FLNC[9].

## 2010
- 14 janvier : à la suite de l'arrestation de membres présumés du FLNC, des dizaines de militants nationalistes s'en prennent aux forces de l'ordre et à plusieurs bâtiments à Bastia, 2 policiers sont blessés[10].
- 18 janvier : attentats contre deux nouvelles villas à Coggia, l'inscription "Sdat G. Leclair FLNC piu che mai" est retrouvée tracée sur les lieux[11].
- 22 janvier : des militants du FLNC rendent hommage à Vincent Stagnara par la lecture d'un texte et une "salve d'honneur" au-dessus de sa tombe à Ersa[12].
- 19 avril : une personne a été blessée dans un triple attentat contre sa résidence secondaire au sud d'Ajaccio, la phrase "Liberta per i patriotti. Soluzione pulitica. FLNC" est retrouvée tracée sur les lieux[13].
- 16 juin : série d'attentats et prise d'otage en Corse. Plusieurs gîtes, résidences secondaires, trois camions de la société Kyrnolia, un bateau et un restaurant sont détruits ou subissent de très importants dommages dans de puissants attentats à la bombe. Une famille se voit aussi prendre en otage à Ocana[14]. Ces attentats sont revendiqués ou imputés au FLNC.
- 7 juillet : attentat à la bombe contre une résidence secondaire près de la commune de Zonza. Les dégâts sont importants[15]. Revendiqué par le FLNC.
- 25 août : attentat à la bombe contre la villa de l'ancien président du directoire du groupe Wendel, près de la commune de Porticcio en Corse Du Sud. Les occupants sont séquestrés par un commando armé[16].
- 13 septembre : Un bâtiment d’EDF à Cargèse est entièrement détruit par une charge explosive. Un tag « FLNC » est retrouvé sur les lieux[17].
- 16 décembre : Une résidence appartenant à un Suisse est partiellement détruite à l'explosif. Les tags «speculatori fora» [«les spéculateurs dehors»] ainsi que le sigle du FLNC ont été retrouvés sur place[18].
- 19 décembre : Deux résidences secondaires situées à Olmeto-plage, ont été endommagées par un double attentat[19].
- 22 décembre : À Castellare-di-Casinca, douze personnes ont été saucissonnées pendant que le FLNC faisait exploser deux à Castellare-di-Casinca[20].
- 29 décembre : Une maison témoin est la cible d'un a attentat à Prunelli-di-Fiumorbo. Les dégâts sont très importants[21].
- 30 décembre : Une résidence secondaire appartenant à un ressortissant italien à Ghisonaccia est touchée par l'explosion d'une bombe qui ne fait que peu de dégâts[22].

## 2011
Sur 38 actions revendiquées entre 2010 et 2011
- 1er janvier : 3 engins de chantiers (un camion, un tractopelle et un engin auto-porté) appartenant à une entreprise qui effectue des travaux de sous-traitance pour EDF sont détruits par des engins incendiaires à Prunelli-di-Fiumorbo[23].
- 17 janvier : Une maison en construction située près de Sartène est la cible d'un attentat à l'explosif provoquant d'importants dégâts. La signature « FLNC, IFF, Sempre in lotta » est retrouvée sur les lieux[24].
- 20 janvier :  Un attentat contre un camping est réalisé à Olmeto. Les signatures « FLNC » et « FLNC-Miné » seront retrouvées. Plus tard le FLNC a démenti toute implication[25].
- 13 mai : À Villanova, le FLNC prend en otage une famille en pleine journée, lors de la visite du garde des Sceaux Michel Mercier en Corse[20].
- 29 juin : Charles-Philippe Paoli soupçonné par la police d'avoir été l'un des principaux chefs du FLNC en Haute-Corse a été assassiné par balles à Folelli[26].
- 25 août : Plastiquage de deux chalets en bois Cala di Ciglio après avoir extrait les familles présentes de ceux-ci[20].
- 28 novembre : Christian Leoni, responsable du Gang de la brise de mer et possible auteur du meurtre de Charles-Philippe Paoli est assassiné par le FLNC à San Nicolao-di-Moriani. Depuis 1993, le FLNC n'avait pas revendiqué d’assassinat[27].

## 2022
- 19 novembre : Trois habitations situées sur deux communes corses ont été touchées par des explosions[28]

## Sources
- unita-naziunale.org
- investigateur.info